# La Quintaneta (Sant Bartomeu del Grau)
La Quintaneta és un edifici de Sant Bartomeu del Grau (Osona) inclòs a l'Inventari del Patrimoni Arquitectònic de Catalunya.

## Descripció
Es tracta d'un edifici de tres pisos construïts en diferents etapes, cosa que mostra els diferents tipus de mur, i la datació interior a l'antiga masia de la casa. El cos de la casa està format per una planta rectangular datada el 1786 a la llinda de la porta d'entrada. A aquest cos s'hi ha afegit un cos d'arcades de tres pisos al davant de la façana i altres construccions adossades, part de les quals s'han utilitzat d'habitatge i altres de corts. La primera cambra que es troba entrant a la casa a mà dreta està coberta amb volta i, segons comenta la masovera, podria haver estat una capella. Ara és una cort abandonada.

## Història
La llinda de pedra de la primera façana de la casa, ara interior, porta la data de 1786.